# Anthrenoides nigrinasis
Anthrenoides nigrinasis is een vliesvleugelig insect uit de familie Andrenidae. De wetenschappelijke naam van de soort is voor het eerst geldig gepubliceerd in 1909 door Vachal als Psaenythia (Psaenythia) nigrinasis.